# Friedrich August Arnold
Friedrich August Arnold (* 16. November 1812 in Halle (Saale); † 18. August 1869 ebenda) war ein deutscher Lehrer und Orientalist. Er war Professor der orientalischen Sprachen an der Universität Halle.

## Leben
Arnold studierte Orientalistik und Sanskrit an der Universität Halle bei Wilhelm Gesenius und Emil Rödiger. An der Berliner Universität konnte er sein Studium fortsetzten und beenden. Zu seinen Professoren in Berlin gehörten unter anderen Franz Ferdinand Benary und Franz Bopp.
Er erhielt 1839 zunächst eine Stelle als Oberlehrer an der Latina der Franckeschen Stiftungen in Halle und 1842 als Privatdozent an der Halleschen Universität. Später wurde er außerordentlicher Professor der morgenländischen Sprachen und Literatur an der Universität Halle. Einer seiner Schüler an der Universität war der spätere Theologe und Orientalist Adalbert Merx. Arnold gehörte 1845 zu den Mitbegründern der Deutschen Morgenländischen Gesellschaft und hat ihr bis zu seinem Tode als Schriftführer angehört.
Von seinen bedeutenderen Werken erschien 1850 Septem Moallakât. Carmina antiquissima Arabum mit kritischen Anmerkungen und 1853 Chrestomathia arabica, das er als Herausgeber mit einem umfangreichen Glossar veröffentlichte. Der Abriß der hebräischen Formenlehre zum Gebrauche auf Gymnasien und Universitäten erschien 1867. In zwei Schulprogrammen von 1865 und 1866 lieferte er eine Sammlung und Beleuchtung aller Stellen der Bibel und des Josephus, welche auf die Topographie Jerusalems Bezug nehmen. Arnold war außerdem Mitautor der Realenzyklopädie für protestantische Theologie und Kirche und der Zeitschrift der Deutschen Morgenländischen Gesellschaft.
Friedrich August Arnold starb am 18. August 1869 im Alter von 56 Jahren in seiner Geburtsstadt Halle. Er war Mitglied in der Freimaurerloge Zu den drei Degen im Orient von Halle.

## Veröffentlichungen (Auswahl)
- Amrilkaisi carminis nunc primum editi specimen. Halle 1836. (Digitalisat.)
- Libri Aethiopici Fetha Negest. Halle 1841. (Digitalisat.)
- Palästina. Historisch-geographisch mit besonderer Berücksichtigung der Helmuthschen Karte für Theologen und gebildete Bibelleser. Eduard Anton, Halle 1845, urn:nbn:de:bsz:14-db-id18512048490.
- Septem Moallakât. Carmina antiquissima Arabum. Leipzig 1850. (Digitalisat.)
- Chrestomathia Arabica. als Herausgeber, 2 Bände, Halle 1854. (Band 1 Digitalisat.) (Band 2 Digitalisat.)
- Abriss der hebräischen Formenlehre zum Gebrauch auf Gymnasien und Universitäten. Halle 1867.
- Verzeichnis der orientalischen Handschriften der Bibliothek des Hallischen Waisenhauses. herausgegeben von August Müller, Halle 1876.